# Amy Catanzano
Amy Catanzano, née à Boulder en mai 1974 dans le Colorado, est une poète américaine, essayiste et professeur à la Wake Forest University en Caroline du Nord où elle enseigne la théorie et la pratique de l’écriture poétique.

## Biographie

### Jeunesse et formation
Après ses études secondaires, Amy Catanzano est acceptée à l'université d'État du Colorado, aux États-Unis, où elle obtient le Bachelor of Arts (licence) puis elle soutient avec succès son Master of Fine Arts (mastère 2) auprès de l’université de l'Iowa. Ses recherches portent sur les interactions entre la littérature, les arts et la science, les subcultures, la pataphysique, et surtout sur l'utilisation de principes de la physique quantique pour réinventer les rapports sujet/objet, le temps, la réalité pour créer de nouvelles pratiques de création littéraire,.

### Carrière
Elle a été directrice administrative de la Naropa University (en) de Boulder City dans le Colorado fondée par les poètes Allen Ginsberg et Anne Waldman.
Amy Catanzano, est nommée professeure de création littéraire et de littérature anglaise à l'Université Wake Forest, elle y anime des ateliers d'écriture de poésie en premier et second cycle. Ses ateliers sont conçus pour être des groupes de soutien où les étudiants réfléchissent sur les conséquences créatives, personnelles, philosophiques, théoriques, culturelles, sociales, scientifiques et politiques du travail sur le langage comme une pratique artistique.
Amy Catanzano s'est engagée à soutenir et développer une communauté littéraire et artistique florissante à Wake Forest.

## Œuvres
- IEpiphany, Boulder, Colorado, Erudite Fangs, 2 juin 2008, 72 p. (ISBN 9780981612997),
- The heartbeat is a fractal, Burlington, Ontario, Ahadada Books, 2009 (OCLC 695445586),
- Multiversal : Poems, New York, Fordham University Press, 15 février 2009, 88 p. (ISBN 9780823230068),
- Starlight in Two Million : A Neo-Scientific Novella, Mesilla Park, Nouveau Mexique, Noemi Press, 15 janvier 2014, 188 p. (ISBN 9781934819395)
- Let There Be Love, Calgary, province de l'Alberta, Spacecraft Press, 2015 (OCLC 920475026),

Ses poèmes sont régulièrement publiés dans diverses revues, parmi lesquelles Conjunctions (en), Fence (en), New American Writing (en), Aufgabe, The Laurel Review et Jacket2.

## Prix et distinctions
- 2009 : lauréate du Poets Out Loud Prize, décerné par l'université Fordham pour son livre Multiversal[4]
- 2009 : lauréate du PEN USA Literary Award in Poetry, par le PEN Club America pour son livre Multiversal [5]
- 2012 : lauréate du Noemi Press Book Award in Fiction, pour  son livre Starlight in Two Million: A Neo-Scientific Novella[6]
- 2016 : boursière de l'Archie Fund for the Arts and Humanities afin de faire un voyage d’étude pour le compte de la Wake Forest University auprès du CERN à Genève[7]